# Seoi-nage

Seoi-nage

Seoi-nage (背負い投げ, v překladu: hod před rameno) je judistická technika spadající do kategorie technik paží (Te-waza). Jde o základní techniku, kterou se začínající judisté učí jako jednu z prvních. Mezi sportovními judisty je velmi oblíbená kvůli své účinnosti. Snáze se provádí judistům menšího vzrůstu než je jejich soupeř (snáze se pod něho dostávají).
Výslovnost slova seoi-nage je různá kraj od kraje, zem od země. V Česku co oddíl to jiný akcent. Nejčastěji se můžeme setkat s výrazem sojenága. Správná výslovnost by však měla znít se-oi-nage, kde g je neznělé.

## Popis techniky

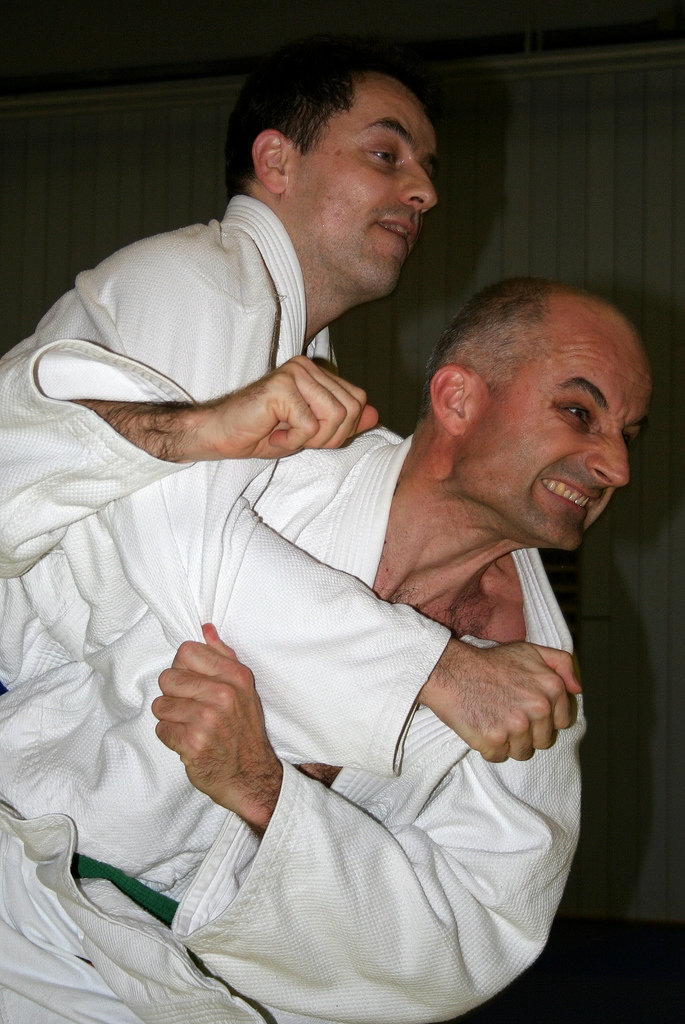
Ippon-Seoi-Nage

Druhů seoi-nage je celá řada. Všechny mají společné jedno, veškerá energie je vedena přes rameno (pravé či levé). Odlišnost druhů je především ve způsobu úchopu (kumi-kata).
Nejpraktikovanějšími druhy jsou:
- Morote seoi-nage — tori chytí ukeho jednou rukou za rukáv a druhou za límec, naloží si ho na záda a posílá přes rameno k zemi.

- Ippon seoi-nage — tori chytí ukeho jednou rukou za rukáv a druhou chytí (obejme) z venku jeho paži, naloží si ho na záda a posílá přes rameno k zemi.

- Eri seoi-nage — tori chytí ukeho jednou rukou za rukáv a druhou rukou jeho paži zevnitř přes ohnutý loket, naloží si ho na záda a hází přes rameno k zemi.

- Drop seoi-nage — jde o moderní/populární název techniky Seoi-otoshi. Jde o techniku Seoi-nagi jen s tím rozdílem, že tori si kleká na koleno nebo obě kolena a tím sebou stahuje ukeho k zemi. (ukázka zde)

- Unorthodox/Reverse seoi-nage — jde o techniku Seoi-nage prováděnou přes opačné rameno. (ukázka zde)

Je zde celá další řada způsobů provedení techniky Seoi-nage. Fantazii se meze nekladou. Většinou nesou název po judistovi, který s ní slavil úspěch. Příkladem může být Tošihiko Koga se svým nezaměnitelným způsobem provedení, kterým v 90. letech minulého století ničil jednoho soupeře za druhým.

## Užití techniky
Technika Seoi-nage je o tvrdém drilu. Není těžké se jí naučit, ale umět jí použít chce hodiny a hodiny nacvičování. V soutěžních zápasech hrají velmi důležitou roli v pozici, kdy má tori soupeře na zádech, krom paží i nohy (síla a rychlost). Pohyb totiž není statický jak při nácviku, ale probíhá v určitém pohybu směrem dopředu a až správná/vědomá kontrola soupeře v každém bodě onoho pohybu vyústí v ippon. Kvalitní protivník vykazuje na rozdíl od ukeho značný odpor proti úmyslu ho hodit.